# 心翼果属
心翼果属（学名：Cardiopteris）是心翼果科下的一个属，为攀援状草本植物。该属共有3种，分布于印度至马来西亚。

## 下属物种
- 马来心翼果 Cardiopteris moluccana Blume
- 大心翼果　Cardiopteris platycarpa Gagnep.
- 心翼果　Cardiopteris quinqueloba (Hassk.) Hassk.